# Nasar Ruschnikow
Nasar Wiktorowytsch Ruschnikow (ukrainisch Назар Вікторович Ружніков; * 6. Mai 1999 in Kiew) ist ein ukrainischer Eishockeyspieler, der seit 2023 beim litauischen Klub Kaunas City in der lettischen Eishockeyliga spielt.

## Karriere

### Club
Nasar Ruschnikow begann seine Karriere als Eishockeyspieler im Nachwuchsbereich des HK Bilyj Bars Bila Zerkwa, mit dessen U20-Mannschaft er 2016 ukrainischer Juniorenmeister wurde. Bereits als 16-Jähriger hatte er für den Klub in der ukrainischen Eishockeyliga debütiert. Nachdem er die Spielzeit 2017/18 in Kanada auf der International Hockey Academy verbracht hatte, kehrt er in die Ukraine zu seinem Stammverein zurück. Während der Saison 2021/22 spielte er den Ligarivalen HK Mariupol. Anschließend wechselte er nach Litauen und spielte für den SC Energija in der lettischen Eishockeyliga. 2023 wechselte er zu Kaunas City, ebenfalls ein litauischer Klub, der in der lettischen Liga spielt.

### International
Ruschnikow, der im Juniorenbereich nie international gespielt hatte, debütierte in der Saison 2019/20 in der ukrainischen Nationalmannschaft, mit der er bei der Weltmeisterschaft der Division I 2023 sein erstes großes Turnier spielte. Zudem spielte er mit der ukrainischen Studentenauswahl bei den Winter World University Games 2023 in Salt Lake City.

## Erfolge und Auszeichnungen
- 2020 Ukrainischer U20-Meister mit dem HK Bilyj Bars Bila Zerkwa